# Mosbolletjies

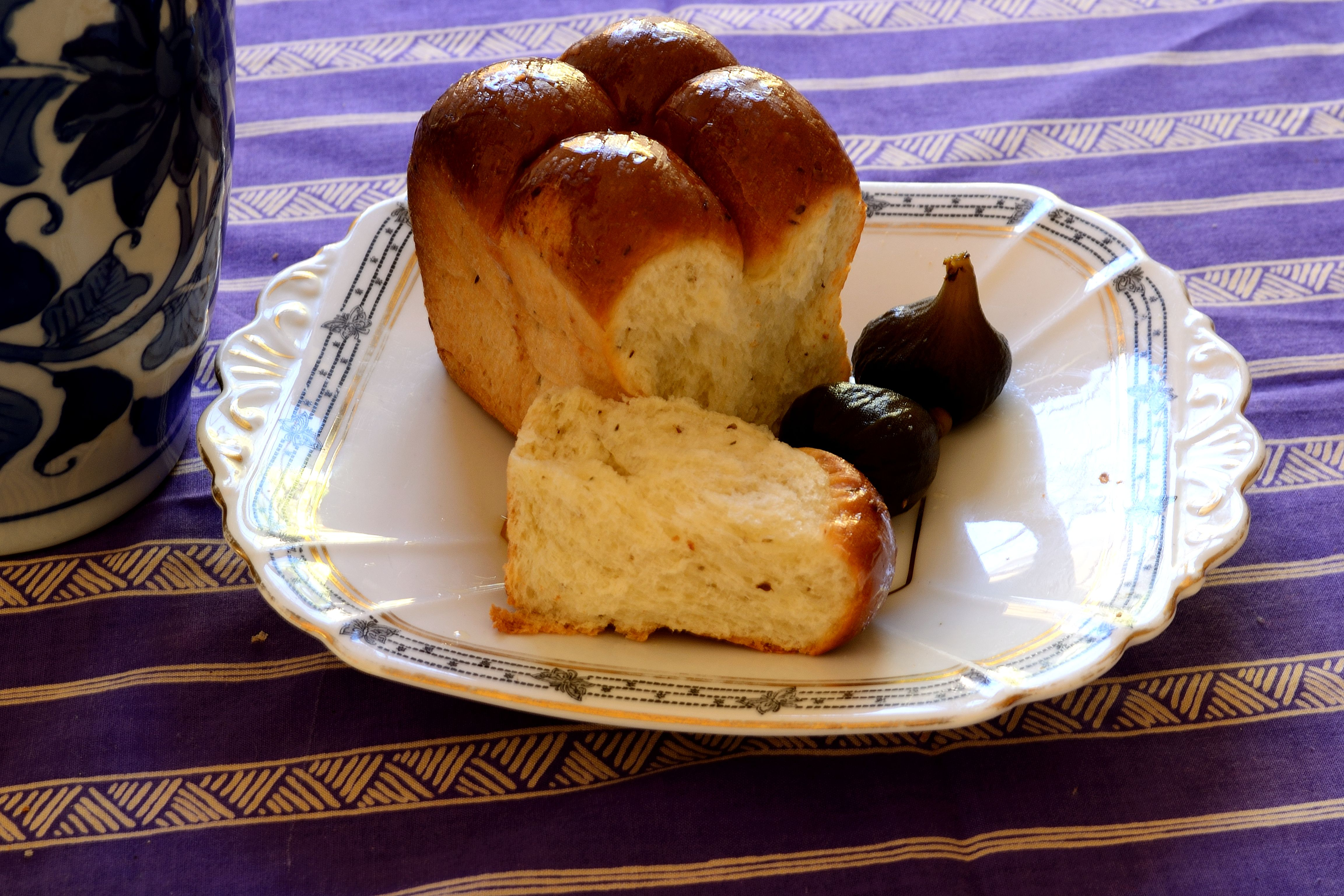
Mosbolletjies con higos

El mosbolletjies (/mɒsˈbɒləki/) es un bollo o pan dulce con sabor a uva típico de los afrikaners de Sudáfrica, elaborado tradicionalmente en las áreas productoras de vino de la provincia de Cabo Occidental. En lengua afrikáans, mosbolletjies quiere decir literalmente 'bollito de mosto', que es el jugo de la uva parcialmente fermentado (su ingrediente principal). Se sirve típicamente con té o café y se puede dejar secar para hacer beskuits (galletas).

## Historia
El bollo se originó a partir de refugiados hugonotes franceses que se asentaron en la ciudad de Franschhoek en 1688 e introdujeron la viticultura en la región. Los mosbolletjies se hacían normalmente durante la temporada de elaboración del vino, cuando se cosechaba su ingrediente principal.

## Elaboración
Tradicionalmente, el mosto de uva sobrante de la producción de vino se utilizaba como agente leudante y se añadía a la masa. Se añaden especias como el anís y luego se hornea la masa mezclada. Sin embargo, en la actualidad es más normal usar una combinación de zumo de uva y levadura en lugar del mosto de uva.
La masa de los bollos se enrolla en bolas y se empaqueta firmemente en una bandeja de respaldo, lo que le da una serie constante de protuberancias que, una vez horneadas, hacen que las piezas individuales sean fáciles de sacar. Es sinónimo de un plato americano llamado Monkey Bread.